# Писцовая книга

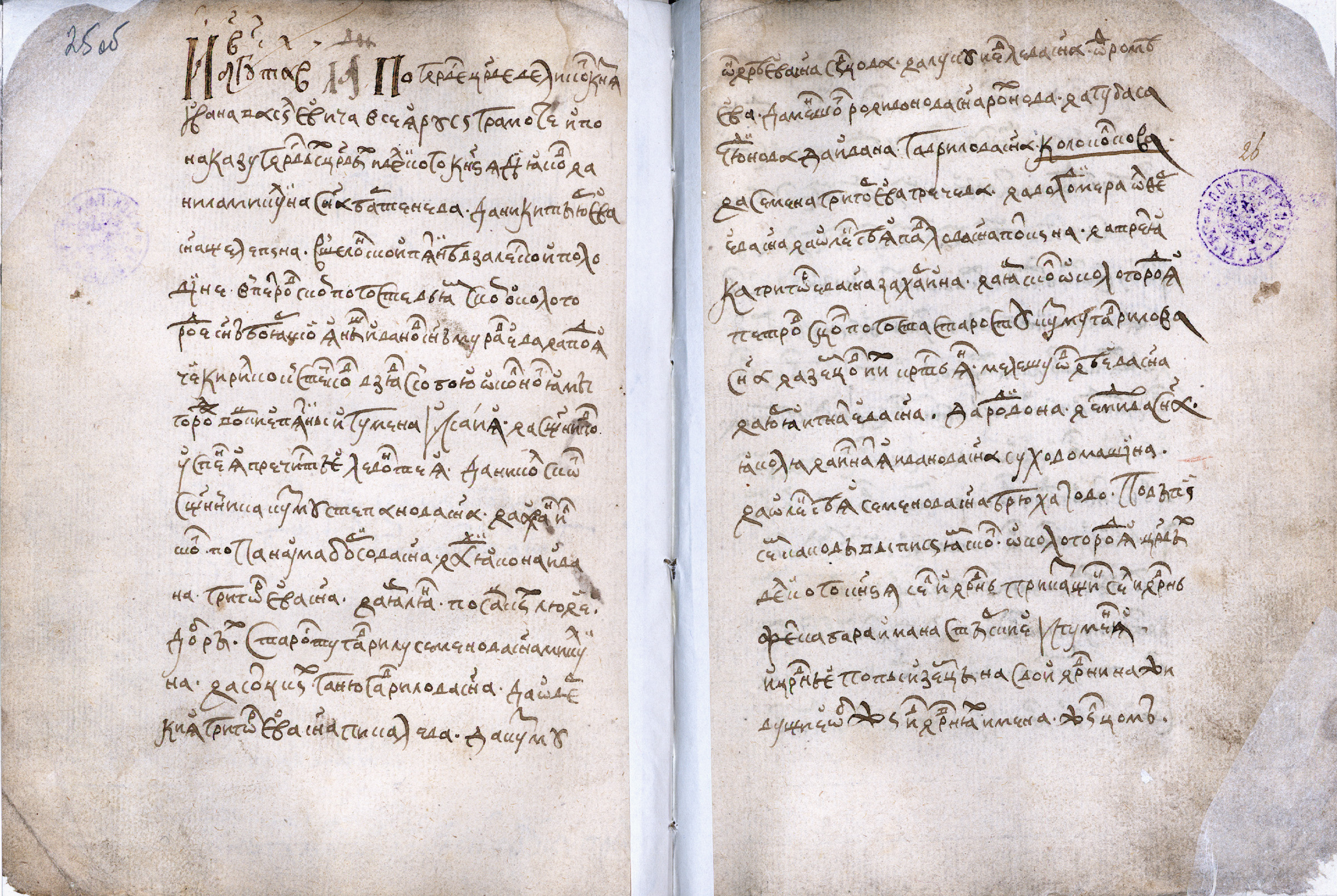
Листы 25об. и 26 из писцовой книги Шелонской пятины 7079 года.

Писцо́вые кни́ги — поземельные описи, использовавшиеся на Руси с XV века до середины XVII века, содержавшие сведения об имущественном положении служилых людей.
В этих книгах отражалось детальное описание условий хозяйствования вотчин, сёл, монастырей. Составлялись они московскими писцами и подьячими.

## История писцовых описаний
Практика массового составления писцовых книг сложилась в годы правления (с 1462 по 1505) великого князя Московского Ивана III. В 1484 году московское правительство выселило из Новгородской земли более 7000 землевладельцев, в 1489 году — ещё 1000. На их месте размещались московские служилые люди. Это массовое мероприятие потребовало составления писцовых книг, в которых фиксировались размеры владений, качество земель, количество крестьянских дворов и другая информация. С 30-х годов XVI века начинается составление общих описаний всего Российского государства. Эта работа была проведена в основном в 1538—1547 годах. С середины XVI века по всей стране вводилась единообразная система распределения государственных повинностей. Теперь единицей налогообложения являлся определённый размер распаханной земли («живущая четверть»), причём учитывалось и качество земли. Это вызвало необходимость новых сплошных описаний, причём более сложных по организации. В итоге работа проходила почти весь период правления Ивана IV Грозного в 1550—1570 годах.
Сельскохозяйственный кризис конца XVI столетия и, особенно, события Смуты привели к существенным изменениями в землевладении Русского государства, что заставило правительство царя Михаила Фёдоровича провести целый ряд внеочередных описаний («дозоров») в 1612—1614 и 1619—1620 годах. В первую очередь внимание уделялось наиболее разорённым территориям государства. После завершения Смутного времени было предпринято общее описание земель (так называемое «валовое описание»), которое заняло около 8 лет (1622—1630 годы). Некоторые уезды пришлось описывать дважды, так как часть писцовых книг сгорела во время московского пожара 1626 года.
Постепенное изменение системы налогообложения на подворную потребовало нового описания целью которого стало выявления численности податного населения. Изменилось не только содержание но и название писцовых документов, которые получили название переписных. Благодаря стабилизации положения в государстве и развитию бюрократического аппарата процесс переписи занял три года (1646—1648 годы). Тем не менее, через некоторое время, потребовалось проведение второй переписи, которая проходила с 1676 года по 1678 год. Проведением этой переписи был завершён переход системы налогообложения на подворную. Очередная попытка провести новое валовое описание земель была предпринята в 1680—1686 годах, но так как это уже не имело большого значения для фискальной системы, описание было ограничено отдельными регионами.
Описания проводились по указу из Москвы. Писцовые книги хранились в Поместном приказе. Записи писцовых книг были основным документом при определении владельческой принадлежности земель и установлении размера налогов.

## Типы писцовых книг
Помимо основного типа собственно писцовой книги, главной целью которой является описание земель, с указанием размеров, качества земельных владений и имён их владельцев, существовало ещё несколько видов:
- переписные книги — книги включали в себя в первую очередь информацию о податном населении, так как с середины XVII века в России постепенно изменялась система налогообложения с посошной на подворную.
- дозорные книги — книги, составляемые в результате внеплановых описаний земли. Как правило, составлялись не на основании деятельности писцов, а по итогам сбора информации «сказок» у самих землевладельцев.
- приправочные книги — книги прежних лет, использующиеся для проведения нового описания.
- отдельные книги — книги, в которые вносилась информация о массовых раздачах земель в поместья служилым людям.

## Примеры
- Писцовая книга Водской пятины Дмитрия Китаева 7008 года
- Писцовая книга Шелонской пятины письма Яныша Иванова сына Муравьева и подьячего Кирилко Кстечкова 7079 года
- Писцовая книга Шелонской пятины письма Леонтия Ивановича Аксакова и подьячего Алексея Молахова 7090 года.